# Liste deutsch-französischer Ortsnamen in Lothringen
Als die Regionen des Bezirks Lothringen mit einer mehrheitlich deutschsprachigen Bevölkerung 1918 zurück an Frankreich fielen, wurden zahlreiche der alten sowie die zahlreichen erst 1915 eingeführten deutschen Ortsnamen durch französische Bezeichnungen ersetzt, die in der Regel bereits bis 1871 amtlich gewesen waren. Meist sind mundartliche Formen der Namen dem französischen Sprachgebrauch angeglichen (z. B. -dorf zu -troff, -ingen zu -ange [ɑ̃ʒ]). Einige Namen erscheinen dabei leicht, andere stärker verändert. Für bedeutendere Ortschaften gab es allerdings schon lange deutsche und französische Bezeichnungen (z. B. Diedenhofen/Thionville). Unten nun eine Auflistung der deutsch-französischen Ortsbezeichnungen:

## Liste der französisch-deutschen Ortsbezeichnungen

### A
| Französisches Toponym | INSEE-Code | Deutsches Toponym                        | Dt. Dialekt-Toponym         |
| --------------------- | ---------- | ---------------------------------------- | --------------------------- |
| Aboncourt             | 57001      | Endorf, Welsch-Evendorf                  | Welsch-Eendrëf, Ewendoorf   |
| Aboncourt-sur-Seille  | 57002      | Abenhofen                                |                             |
| Abreschviller         | 57003      | Albersweiler, Alberschweiler             | Elwechwiller                |
| Achain                | 57004      | Eschen                                   |                             |
| Achâtel               | 57005      | Hohenschloss                             |                             |
| Achen                 | 57006      | Achen                                    | Ache                        |
| Adaincourt            | 57007      | Adinghofen                               |                             |
| Adelange              | 57008      | Edelingen                                | Aidlingen                   |
| Ajoncourt             | 57009      | Analdshofen                              |                             |
| Alaincourt-la-Côte    | 57010      | Allenhofen                               |                             |
| Albestroff            | 57011      | Albesdorf                                | Alsstroff, Alstroff         |
| Algrange              | 57012      | Algringen, Olgringen                     | Algrengen, Oolgrengen       |
| Alsting               | 57013      | Alstingen                                | Alschtinge                  |
| Althorn               |            | Althorn                                  | Althoern                    |
| Altrippe              | 57014      | Altrip                                   |                             |
| Altviller             | 57015      | Altweiler                                | Òltwilla                    |
| Alzing                | 57016      | Alzingen                                 | Oljhéngen                   |
| Amanvillers           | 57017      | Amanweiler                               |                             |
| Amelécourt            | 57018      | Almerichshofen                           |                             |
| Amnéville             | 57019      | Ammenweiler, Stahlheim                   | Stolem, Stoolheem           |
| Ancerville            | 57020      | Anserweiler, Answeiler                   |                             |
| Ancy-sur-Moselle      | 57021      | Anzig, Ancy a. d. Mosel                  |                             |
| Angevillers           | 57022      | Answeiler, Arsweiler                     | Uerswëller, Aasler          |
| Angviller-lès-Bisping | 57023      | Angweiler                                |                             |
| Antilly               | 57024      | Antullen                                 |                             |
| Anzeling              | 57025      | Anselingen, Anzelingen                   |                             |
| Apach                 | 57026      | Apach                                    | Opich                       |
| Argancy               | 57028      | Argannen                                 |                             |
| Arraincourt           | 57027      | Armsdorf                                 |                             |
| Arriance              | 57029      | Argensgen, Argenchen                     |                             |
| Arry                  | 57030      | Arrich                                   |                             |
| Ars-Laquenexy         | 57031      | Ars bei Kenchen                          |                             |
| Ars-sur-Moselle       | 57032      | Ars a. d. Mosel                          |                             |
| Arzviller             | 57033      | Arzweiler                                |                             |
| Aspach                | 57034      | Aspach                                   |                             |
| Assenoncourt          | 57035      | Essesdorf                                |                             |
| Attilloncourt         | 57036      | Edelinghofen                             |                             |
| Aube                  | 57037      | Alben                                    |                             |
| Audun-le-Roman        | 54029      | Welsch-Oth                               | Welsch-Oth, Welsch-Ot       |
| Audun-le-Tiche        | 57038      | Teutsch Altheim, Teutsch Oth, Deutschoth | Däitsch-Oth, Adicht, Edicht |
| Augny                 | 57039      | Auning                                   |                             |
| Aulnois-sur-Seille    | 57040      | Erlen                                    |                             |
| Aumetz                | 57041      | Aumetz                                   | Armet, Almet                |
| Avricourt (Moselle)   | 57042      | Elfringen                                |                             |
| Ay-sur-Moselle        | 57043      | Aich                                     |                             |
| Azoudange             | 57044      | Anslingen                                |                             |

### B
| Französisches Toponym                            | INSEE-Code | Deutsches Toponym                   | Dt. Dialekt-Toponym                 |
| ------------------------------------------------ | ---------- | ----------------------------------- | ----------------------------------- |
| Bacourt                                          | 57045      | Badenhofen                          |                                     |
| Badonviller                                      | 54040      | Phaltzwiller, Phaltz-veiller        |                                     |
| Baerenthal                                       | 57046      | Bärenthal                           | Bäredal, Päretal                    |
| Ballerstein (Teil von Dabo)                      |            | Ballerstein                         |                                     |
| Bambiderstroff                                   | 57047      | Bambidusdorf, Baumbiedersdorf       |                                     |
| Le Ban-Saint-Martin                              | 57049      | St. Martinsbann                     |                                     |
| Bannay                                           | 57048      | Bizing, Beisingen, Bizingen         |                                     |
| Bannstein (Teil von Éguelshardt)                 |            | Bannstein                           |                                     |
| Barchain                                         | 57050      | Barchingen                          |                                     |
| Baronville                                       | 57051      | Barendorf, Baronweiler              |                                     |
| Barst                                            | 57052      | Barst                               |                                     |
| Basse-Ham                                        | 57287      | Niederham                           |                                     |
| Basse-Rentgen                                    | 57574      | Nieder-Rentgen, Niederrentgen       | Rentgen, Rëntgen, Nidder-Rentgen    |
| Basse-Yutz                                       |            | Nieder-Geits                        | Nidderjäiz, Nidderjëses, Nidderjëss |
| Bassompierre                                     |            | Betstein                            |                                     |
| Bassing                                          | 57053      | Bessingen                           |                                     |
| Baudrecourt                                      | 57054      | Baldershofen                        |                                     |
| Bazoncourt                                       | 57055      | Basonhofen                          |                                     |
| Bébing                                           | 57056      | Bebingen                            |                                     |
| Béchy                                            | 57057      | Bechingen                           |                                     |
| Behren-lès-Forbach                               | 57058      | Behren                              | Bäre                                |
| Bellange                                         | 57059      | Böllingen                           |                                     |
| Bellerstein (Teil von Éguelshardt)               |            | Bellerstein                         |                                     |
| Bénestroff                                       | 57060      | Bensdorf                            |                                     |
| Béning-lès-Saint-Avold                           | 57061      | Bening, Beningen                    |                                     |
| Berg-sur-Moselle                                 | 57062      | Berg                                |                                     |
| Bérig-Vintrange                                  | 57063      | Berg                                |                                     |
| Berling                                          | 57064      | Berlingen                           |                                     |
| Bermering                                        | 57065      | Bermeringen                         |                                     |
| Berthelming                                      | 57066      | Berthelmingen                       |                                     |
| Bertrange                                        | 57067      | Bertringen                          |                                     |
| Bertring                                         | 57068      | Bertringen                          |                                     |
| Berviller-en-Moselle                             | 57069      | Berweiller                          |                                     |
| Bettange                                         | 57070      | Bettingen                           |                                     |
| Bettborn                                         | 57071      | Bettborn                            |                                     |
| Bettelainville                                   | 57072      | Bettendorf, Bettsdorf               |                                     |
| Betting                                          | 57073      | Bettingen                           |                                     |
| Bettviller                                       | 57074      | Bettweiler                          | Bettwiller                          |
| Beuvange-sous-Justemont                          |            | Bœwingen, Bevingen unter Justberg   |                                     |
| Beuvange-sous-Saint-Michel (Teil von Thionville) |            | Bœwingen, Bevingen vor Sankt Michel |                                     |
| Beux                                             | 57075      | Niederbö                            |                                     |
| Bévange                                          |            | Bevingen                            |                                     |
| Beyren-lès-Sierck                                | 57076      | Beiern                              |                                     |
| Bezange-la-Petite                                | 57077      | Kleinbessingen                      |                                     |
| Bibiche                                          | 57079      | Bibisch                             |                                     |
| Bibling                                          |            | Büblingen                           |                                     |
| Bickenholtz                                      | 57080      | Bickenholz                          |                                     |
| Bidestroff                                       | 57081      | Biedesdorf                          |                                     |
| Biding                                           | 57082      | Biedingen                           |                                     |
| Bining                                           | 57083      | Biningen, Binningen                 | Bininge                             |
| Bioncourt                                        | 57084      | Bionshofen                          |                                     |
| Bionville-sur-Nied                               | 57085      | Bingen, Bingen a. d. Nied           | Béngen                              |
| Bisten-en-Lorraine                               | 57087      | Bisten i. Lothr.                    |                                     |
| Bistroff                                         | 57088      | Bischdorf                           |                                     |
| Bitche                                           | 57089      | Bitsch                              | Bìtsch                              |
| Blanche-Église                                   | 57090      | Weisskirchen                        |                                     |
| Blies-Ébersing                                   | 57092      | Bliesebersingen                     | Ebersinge                           |
| Blies-Guersviller                                | 57093      | Bliesgersweiler                     | Gerschwiller                        |
| Blies-Schweyen                                   |            | Bliesschweyen                       | Schweye                             |
| Bliesbruck                                       | 57091      | Bliesbrücken                        | Bliisbrikke                         |
| Bockange                                         |            | Buchingen                           |                                     |
| Borny                                            | 57070      | Bornen                              |                                     |
| Boucheporn                                       | 57095      | Buschborn                           | Boschporn                           |
| Boulange                                         | 57096      | Bollingen                           |                                     |
| Boulay-Moselle                                   | 57097      | Bolchen                             | Bolchin                             |
| Bourène                                          | -          |                                     | Buren                               |
| Bourdonnay                                       | 57099      | Bortenach                           |                                     |
| Bourgaltroff                                     | 57098      | Burgaltdorf                         |                                     |
| Bourscheid                                       | 57100      | Burscheid                           |                                     |
| Bousbach                                         | 57101      | Busbach, Buschbach                  |                                     |
| Boussange                                        |            | Bolsingen, Boussingen, Bussingen    |                                     |
| Bousse                                           | 57102      | Bous, Buss                          |                                     |
| Bousseviller                                     | 57103      | Busweiler                           | Busswiller                          |
| Boust                                            | 57104      | Bust                                |                                     |
| Boustroff                                        | 57105      | Buschdorf                           |                                     |
| Bouzonville                                      | 57106      | Busendorf, Bouzendorf               | Busendroff, Boesendroff             |
| Brandelfing (Teil von Gros-Réderching)           |            | Brandelfingen, Brandelfingerhof     |                                     |
| Bréhain                                          | 57107      | Bruchheim                           |                                     |
| Bréhain-la-Cour                                  |            |                                     | Haff-Bierchem                       |
| Bréhain-la-Ville                                 | 54096      | Bergheim                            | Leit-Bierchem, Bréheem              |
| Breidenbach                                      | 57108      | Breidenbach                         | Breidebach                          |
| Breistroff-la-Grande                             | 57109      | Breisdorf                           |                                     |
| Brettnach                                        | 57110      | Brettnach                           |                                     |
| Bronvaux                                         | 57111      | Brunwals                            |                                     |
| Brouck                                           | 57112      | Bruchen                             | Brauchen, Brouchen                  |
| Brouderdorff                                     | 57113      | Brudersdorf                         |                                     |
| Brouviller                                       | 57114      | Brauweiler                          |                                     |
| Brulange                                         | 57115      | Brœlingen, Brülingen                |                                     |
| Buchy                                            | 57116      | Buchingen                           |                                     |
| Budange                                          |            | Ober-Büdingen, Budingen,            |                                     |
| Budange-sous-Justemont                           |            | Budingen, Büdingen unter Justberg   |                                     |
| Buding                                           | 57117      | Nieder-Büdingen, Büdingen           |                                     |
| Budling                                          | 57118      | Bidlingen                           |                                     |
| Buhl-Lorraine                                    | 57119      | Bühl                                |                                     |
| Bure                                             |            | Beuren                              | Beyeren, Blobeyeren, Blobeiren      |
| Burlioncourt                                     | 57120      | Burlingshofen                       |                                     |
| Burtoncourt                                      | 57121      | Brittendorf                         | Brettendroff                        |

### C
| Französisches Toponym           | INSEE-Code | Deutsches Toponym                                 | Dt. Dialekt-Toponym |
| ------------------------------- | ---------- | ------------------------------------------------- | ------------------- |
| Cantebonne (Teil von Villerupt) | 54580      |                                                   | Kantelbronn         |
| Carling                         | 57123      | Karlingen                                         |                     |
| Castviller                      |            | Kaschweiler                                       |                     |
| Cattenom                        | 57124      | Kattenhofen, Kettenhoven                          | Kettenhowen         |
| Chailly-lès-Ennery              | 57125      | Kettenchen                                        |                     |
| Chambrey                        | 57126      | Kambrich                                          |                     |
| Chanville                       | 57127      | Hanhausen                                         |                     |
| Charleville-sous-Bois           | 57128      | Karlheim, Kartheim                                |                     |
| Charly-Oradour                  | 57129      | Karlen                                            |                     |
| Château-Bréhain                 | 57130      | Bruch-Kastel                                      |                     |
| Château-Rouge                   | 57131      | Rohtendorf, Rothendorf                            | Roudendroff         |
| Château-Salins                  | 57132      | Salzburg, Salzburgen (1940–1944)                  |                     |
| Château-Voué                    | 57133      | Dürkastel                                         |                     |
| Châtel-Saint-Germain            | 57134      | Sankt German                                      |                     |
| Chémery                         |            | Chemrich                                          |                     |
| Chémery-les-Deux                | 57136      | Schemmerich, Alt/Neu Schemberg                    |                     |
| Cheminot                        | 57137      | Kemnat                                            |                     |
| Chenois                         | 57138      | Eichendorf                                        |                     |
| Chérisey                        | 57139      | Schersingen                                       |                     |
| Chesny                          | 57140      | Kessenach                                         |                     |
| Chevalin                        |            | Schwalingen                                       |                     |
| Chicourt                        | 57141      | Diexingen, älter Diekesingen                      |                     |
| Chieulles                       | 57142      | Schöllen                                          |                     |
| Coincy                          | 57145      | Konzich                                           |                     |
| Clouange                        | 57143      | Kluingen                                          |                     |
| Cocheren                        | 57144      | Kochern                                           |                     |
| Coin-lès-Cuvry                  | 57146      | Coin bei Cuvry, Kuberneck                         |                     |
| Coin-sur-Seille                 | 57147      | Coin a. d. Seille, Selzeck                        |                     |
| Colligny                        | 57148      | Colligny                                          |                     |
| Colmen                          | 57149      | Colmen                                            |                     |
| Colming                         |            | Kolmingen                                         |                     |
| Condé                           | 57150      | Contchen                                          |                     |
| Conthil                         | 57151      | Conthil                                           |                     |
| Contz-les-Bains                 | 57152      | Niederkontz, Kontz bei Sirk, Bad Kontz            |                     |
| Corny-sur-Moselle               | 57153      | Corningen                                         |                     |
| Coume                           | 57154      | Kumm, Kuhmen                                      |                     |
| Courcelles-Chaussy              | 57155      | Kurtzel, Kurzel                                   |                     |
| Courcelles-sur-Nied             | 57156      | Kurzel a. d. Nied                                 |                     |
| Coutures                        | 57157      | Kolters                                           |                     |
| Craincourt                      | 57158      | Kranhofen                                         |                     |
| Créhange                        | 57159      | Krichingen, Chrichengen, Kriechingen, Criechingen |                     |
| Creutzwald                      | 57160      | Kreuzwald                                         |                     |
| Crusnes                         | 54149      |                                                   | Krongen             |
| Cutting                         | 57161      | Kuttingen                                         |                     |
| Cuvry                           | 57162      | Kubern                                            |                     |

### D
| Französisches Toponym                         | INSEE-Code | Deutsches Toponym       | Dt. Dialekt-Toponym |
| --------------------------------------------- | ---------- | ----------------------- | ------------------- |
| Dabo                                          | 57163      | Dagsburg                |                     |
| Dain-en-Saulnois                              | 57164      | Dam                     |                     |
| Dalem                                         | 57165      | Dalem                   |                     |
| Dalhain                                       | 57166      | Dalheim                 |                     |
| Dalstein                                      | 57167      | Dalstein                |                     |
| Danne-et-Quatre-Vents                         | 57168      | Dann u. Vierwinden      |                     |
| Dannelbourg                                   | 57169      | Dannelburg              |                     |
| Daxhof (Teil von Baerenthal)                  |            | Dachshof                | Dochshof            |
| Dédeling                                      | 57170      | Dedlingen               |                     |
| Delme                                         | 57171      | Delm                    |                     |
| Denting                                       | 57172      | Dentingen               |                     |
| Desseling                                     | 57173      | Disseingen              |                     |
| Destry                                        | 57174      | Destrich                |                     |
| Diane-Capelle                                 | 57175      | Dianenkappel            |                     |
| Diding                                        |            | Didingen                |                     |
| Diebling                                      | 57176      | Dieblingen              |                     |
| Dieding                                       |            | Diedingen               |                     |
| Dieuze                                        | 57177      | Duss                    |                     |
| Diffembach-lès-Hellimer                       | 57178      | Diefenbach bei Hellimer |                     |
| Distroff                                      | 57179      | Disdorf, Diesdorf       |                     |
| Dollenbach (Teil von Nousseviller-lès-Bitche) |            | Dollenbach              |                     |
| Dolving                                       | 57180      | Dolvingen               |                     |
| Domnon-lès-Dieuze                             | 57181      | Dommenheim              |                     |
| Donjeux                                       | 57182      | Domningen               |                     |
| Donnelay                                      | 57183      | Dunningen               |                     |
| Dornot                                        | 57184      | Dorningen               |                     |
| Dorst (Teil von Walschbronn)                  |            | Dorst                   |                     |
| Dorviller                                     |            | Dorweiler               |                     |
| Dourd’hal                                     | 57185      | Dourchdallen, Durchtal  |                     |
| Drogny                                        |            | Trechingen              |                     |

### E
| Französisches Toponym             | INSEE-Code | Deutsches Toponym                     | Dt. Dialekt-Toponym |
| --------------------------------- | ---------- | ------------------------------------- | ------------------- |
| Ébersviller                       | 57186      | Ebersweiler                           | Ewëschweiler        |
| Edange                            |            | Edingen                               |                     |
| Éblange                           | 57187      | Eblingen                              |                     |
| Éguelshardt                       | 57188      | Egelshardt                            | Egelshat            |
| Eich (Teil von Réding)            |            | Eich                                  |                     |
| Eincheville                       | 57189      | Enschweiler                           |                     |
| Elange                            |            | Ellingen, Elingen                     |                     |
| Elvange                           | 57190      | Elwingen                              |                     |
| Elzange                           | 57191      | Elsingen                              |                     |
| Enchenberg                        | 57192      | Enchenberg                            | Enschebärsch        |
| Ennery                            | 57193      | Ennerchen                             |                     |
| Entrange                          | 57194      | Entringen                             |                     |
| Epping                            | 57195      | Eppingen                              | Eppinge             |
| Erbsenthal (Teil von Éguelshardt) |            | Erbsenthal                            |                     |
| Erching                           | 57196      | Erchingen                             | Erschinge           |
| Ernestviller                      | 57197      | Ernstweiler                           |                     |
| Erstroff                          | 57198      | Ersdorf                               |                     |
| Errouville                        | 54181      | Arweiler                              | Arweller            |
| Escherange                        | 57199      | Eschringen, Enscheringen, Escheringen |                     |
| Eschviller                        |            | Eschweiler                            | Eschwiller          |
| Les Étangs                        | 57200      | Tennschen                             |                     |
| Etting                            | 57201      | Ettingen                              | Ettinge             |
| Etzling                           | 57202      | Etzlingen                             |                     |
| Évrange                           | 57203      | Eweringen, Evringen, Ewringen         |                     |

### F
| Französisches Toponym                  | INSEE-Code | Deutsches Toponym                   | Dt. Dialekt-Toponym        |
| -------------------------------------- | ---------- | ----------------------------------- | -------------------------- |
| Failly                                 | 57204      | Failen                              |                            |
| Falck                                  | 57205      | Falk                                |                            |
| Fameck                                 | 57206      | Fameck                              | Felmer                     |
| Farébersviller                         | 57207      | Pfarr-Ebersweiler, Pfarrebersweiler |                            |
| Farschviller                           | 57208      | Farschweiler                        |                            |
| Faulquemont                            | 57209      | Falkenberg, Falkemberg              | Falkenbourich, Folkenburch |
| Fénétrange                             | 57210      | Finstingen                          | Finschtinge                |
| Férange (Teil von Ébersviller)         | 57186      | Feiringen, Fehringen                |                            |
| Fèves                                  | 57211      | Fewen                               |                            |
| Féy                                    | 57212      | Busch i. Lothr.                     |                            |
| Filstroff                              | 57213      | Filsdorff, Filsdorf                 | Félschtroff                |
| Fischerhof (Teil von Baerenthal)       |            | Fischerhof                          |                            |
| Fixem                                  | 57214      | Fixheim                             |                            |
| Flastroff                              | 57215      | Flosdorf, Flasdorf                  |                            |
| Fleisheim                              | 57216      | Fleisheim                           |                            |
| Flétrange                              | 57217      | Flittringen, Fletringen             |                            |
| Fleury                                 | 57218      | Flöringen                           |                            |
| Flévy                                  | 57219      | Flaich                              |                            |
| Flocourt                               | 57220      | Flodoashofen                        |                            |
| Florange                               | 57221      | Flœrchingen, Flörchingen            |                            |
| Folkling                               | 57222      | Folklingen                          |                            |
| Folpersviller                          | 57223      | Folperschweiler, Folpersweiler      |                            |
| Folschviller                           | 57224      | Folschweiler                        |                            |
| Fonteny                                | 57225      | Fonteningen                         |                            |
| Fontoy                                 | 57226      | Fentsch, Fensch                     |                            |
| Forbach                                | 57227      | Forbach                             | Fuerboch                   |
| Fossieux                               | 57228      | Fossigen                            |                            |
| Foulcrey                               | 57229      | Folkringen                          |                            |
| Fouligny                               | 57230      | Füllingen                           | Fillingen                  |
| Fourneau Neuf (Teil von Mouterhouse)   |            | Neuschmelz                          |                            |
| Foville                                | 57231      | Folkheim                            |                            |
| Francaltroff                           | 57232      | Altdorf                             |                            |
| Fraquelfing                            | 57233      | Frackelfingen                       |                            |
| Frauenberg                             | 57234      | Frauenberg                          | Frambursch                 |
| Freching                               |            | Frückingen                          |                            |
| Freistroff                             | 57235      | Freisdorf                           | Freeschtroff               |
| Frémery                                | 57236      | Fremerchen                          |                            |
| Frémestroff                            | 57237      | Fremsdorff, Fremersdorf             |                            |
| Fresnes-en-Saulnois                    | 57238      | Eschen a. Wald                      |                            |
| Freybouse                              | 57239      | Frigbousz, Freibuss                 |                            |
| Freyming (Teil von Freyming-Merlebach) | 57240      | Freimengen                          |                            |
| Freyming-Merlebach                     | 57240      | Freimengen-Merlenbach               |                            |
| Fribourg                               | 57241      | Freiburg                            |                            |
| Frohmuhl (Teil von Siersthal)          |            | Frohmühl                            |                            |
| Frohnacker (Teil von Baerenthal)       |            | Frohnacker                          |                            |

### G
| Französisches Toponym          | INSEE-Code | Deutsches Toponym                              | Dt. Dialekt-Toponym     |
| ------------------------------ | ---------- | ---------------------------------------------- | ----------------------- |
| Gandrange                      | 57242      | Gandringen                                     |                         |
| Garche                         | 57243      | Garsch                                         | Gaasch, Gaascht         |
| Garrebourg                     | 57244      | Garburg                                        |                         |
| Gavisse                        | 57245      | Gawies, Gauwies                                |                         |
| Guentrange                     |            | Güntringen                                     |                         |
| Gelucourt                      | 57246      | Gisselfingen                                   |                         |
| Gerbécourt                     | 57247      | Gerbertshofen                                  |                         |
| Givrycourt                     | 57248      | Hampat                                         |                         |
| Glasenberg (Teil von Lambach)  |            | Glasenberg                                     | Glaasebärsch            |
| Glatigny                       | 57249      | Glatingen                                      |                         |
| Gœtzenbruck                    | 57250      | Götzenbrück                                    | Getzebrikk              |
| Godbrange                      |            | Godbringen                                     | Gueberéng               |
| Goin                           | 57251      | Göhn                                           |                         |
| Gomelange                      | 57252      | Gelmingen                                      |                         |
| Gondrexange                    | 57253      | Gunderchingen, älter Guntersingen              |                         |
| Gorze                          | 57254      | Gorz                                           |                         |
| Gosselming                     | 57255      | Gosselmingen                                   |                         |
| Gravelotte                     | 57256      | Gravelotte                                     |                         |
| Grémecey                       | 57257      | Gremsich                                       |                         |
| Gréning                        | 57258      | Greningen                                      |                         |
| Grindorff-Bizing               | 57259      | Grindorf                                       |                         |
| Gros-Réderching                | 57261      | Grossrederchingen                              | Grossrederschinge       |
| Grosbliederstroff              | 57260      | Großblittersdorf                               | Groschbliderschtroff    |
| Grossmann                      |            | Großmann                                       |                         |
| Grostenquin                    | 57262      | Gross-Taenchen, Grosstänchen                   | Grosstänsche, Tensching |
| Grundviller                    | 57263      | Grundweiler                                    | Grendwiller             |
| Guebenhouse                    | 57264      | Gebenhausen                                    | Gewhuse                 |
| Guébestroff                    | 57265      | Gebesdorf                                      |                         |
| Guéblange-lès-Dieuze           | 57266      | Güblingen                                      |                         |
| Guébling                       | 57268      | Gebling, Geblingen                             |                         |
| Guélange                       |            | Gelingen                                       |                         |
| Guénange                       | 57269      | Ober/Nieder Giningen, Gueningen Niederginingen |                         |
| Guenviller                     | 57271      | Genweiler                                      |                         |
| Guermange                      | 57272      | Germingen                                      |                         |
| Guerstling                     | 57273      | Gerstlingen                                    | Gerschlingen            |
| Guerting                       | 57274      | Gertingen                                      |                         |
| Guessling-Hémering             | 57275      | Goesslingen, Gesslingen                        |                         |
| Guiderkirch (Teil von Erching) |            | Güderkirchen, Güderkirch                       |                         |
| Guinglange                     | 57276      | Gænglingen, Gänglingen                         |                         |
| Guinkirchen                    | 57277      | Gehnkirchen                                    |                         |
| Guinzeling                     | 57278      | Geinslingen                                    |                         |
| Guirlange                      | 57279      | Girlingen                                      |                         |
| Guisberg (Teil von Enchenberg) |            | Güsberg, Giesberg                              | Gisbärsch               |
| Guising (Teil von Bettviller)  |            | Gisingen                                       | Gisinge                 |
| Guntzviller                    | 57280      | Gunzwiler                                      |                         |

### H
| Französisches Toponym               | INSEE-Code | Deutsches Toponym                      | Dt. Dialekt-Toponym               |
| ----------------------------------- | ---------- | -------------------------------------- | --------------------------------- |
| Haboudange                          | 57281      | Hoblingen, Habudingen                  |                                   |
| Hagen                               | 57282      | Hagen                                  | Hoën, Hoen                        |
| Hagondange                          | 57283      | Hagelingen, Hagendingen                |                                   |
| Hallering                           | 57284      | Halleringen                            |                                   |
| Halling-lès-Boulay                  | 57285      | Hallingen                              |                                   |
| Halstroff                           | 57286      | Halsdorf                               |                                   |
| Ham-sous-Varsberg                   | 57288      | Ham u. Varsberg                        |                                   |
| Hambach                             | 57289      | Hambach                                | Hombach                           |
| Hampont                             | 57290      | Hudingen, Hüdingen                     |                                   |
| Han-sur-Nied                        | 57293      | Han a. d. Nied, Hon an der Nied        |                                   |
| Hangviller                          | 57291      | Hangweiler                             |                                   |
| Hannocourt                          | 57292      | Handorf                                |                                   |
| Hanviller                           | 57294      | Hanweiler                              | Honnwiller                        |
| Haraucourt-sur-Seille               | 57295      | Harraucourt a. d. Seille, Haraldshofen |                                   |
| Hardt (Teil von Sturzelbronn)       |            | Hardt                                  |                                   |
| Hargarten (Teil von Laumesfeld)     |            | Hargarten                              |                                   |
| Hargarten-aux-Mines                 | 57296      | Hargarten                              |                                   |
| Harprich                            | 57297      | Harprich                               |                                   |
| Harreberg                           | 57298      | Haarberg                               |                                   |
| Hartzviller                         | 57299      | Harzweiler                             |                                   |
| Hasard/Hazard (Teil von Lorquin)    |            | Zufall                                 |                                   |
| Haselbourg                          | 57300      | Hazelbourg, Haselburg                  |                                   |
| Haspelschiedt                       | 57301      | Haspelscheid                           | Haschbelschitt                    |
| Hasselthal (Teil von Mouterhouse)   |            | Hasselthal                             |                                   |
| Hattigny                            | 57302      | Hattingen                              |                                   |
| Hauconcourt                         | 57303      | Halkenhofen                            |                                   |
| Haut-Clocher                        | 57304      | Zitterdorf, Zittersdorf                |                                   |
| Haute-Seille                        |            | Hochforst                              |                                   |
| Haute-Vigneulles                    | 57714      | Oberfillen                             |                                   |
| Haute-Yutz                          | 57757      | Ober-Geits, Oberjeutz                  |                                   |
| Havange                             | 57305      | Havingen                               | Hiewéng, Hieweng                  |
| Hayange                             | 57306      | Hayingen                               |                                   |
| Hayes                               | 57307      | Haiss                                  |                                   |
| Hazembourg                          | 57308      | Hassenburg                             |                                   |
| Heiligenbronn (Teil von Enchenberg) |            | Heiligenbronn                          |                                   |
| Heining-lès-Bouzonville             | 57309      | Heiningen                              |                                   |
| Hellering (Teil von Hombourg-Haut)  |            | Helleringen                            |                                   |
| Hellering-lès-Fénétrange            | 57310      | Helleringen                            |                                   |
| Hellimer                            | 57311      | Hellimer, Helmer                       |                                   |
| Helling (Teil von Veckring)         |            | Hellingen                              |                                   |
| Helstroff                           | 57312      | Helsdorf                               |                                   |
| Hémilly                             | 57313      | Hemming, Hemeling, Hemelich            |                                   |
| Héming                              | 57314      | Heming                                 |                                   |
| Henridorff                          | 57315      | Heinrichsdorf                          |                                   |
| Henriville                          | 57316      | Herrchweiler, Herchweiler              |                                   |
| Hérange                             | 57317      | Heringen                               |                                   |
| Hermelange                          | 57318      | Hermelingen                            |                                   |
| Herny                               | 57319      | Herlingen                              |                                   |
| Hertzing                            | 57320      | Herzing                                |                                   |
| Herserange                          | 54261      | Hirseringen                            | Hierkeréng, Hiirkeréng            |
| Hesse                               | 57321      | Hessen                                 |                                   |
| Hesseling (Teil von Alsting)        |            | Hesselingen                            |                                   |
| Hestroff                            | 57322      | Hessdorf                               |                                   |
| Hettange-Grande                     | 57323      | Gross-Hettingen                        | Hetténg, Hetten, Grouss-Hetténgen |
| Hettange-Petite                     |            | Hettingen, Hettingen (klein)           |                                   |
| Hilbesheim                          | 57324      | Hilbesheim                             |                                   |
| Hilsprich                           | 57325      | Hilsprich                              |                                   |
| Hinckange                           | 57326      | Heinckingen, Heinkingen                |                                   |
| Hoelling (Teil von Bettviller)      |            | Höllingen                              | Hellinge                          |
| Hoernerhof (Teil von Montbronn)     |            | Hörnerhof                              |                                   |
| Hoff                                | 57630      | Hof                                    |                                   |
| Holacourt                           | 57328      | Ollhofen                               |                                   |
| Holbach (Teil von Siersthal)        |            | Holbach                                | Holboch                           |
| Holling                             | 57329      | Hollingen                              |                                   |
| Holving                             | 57330      | Holvingen                              |                                   |
| Hombourg-Budange                    | 57331      | Homrich, Homburg-Bidingen              |                                   |
| Hombourg-Haut                       | 57332      | Ober-Homburg                           | Hummerich, Houmerich              |
| Hommarting                          | 57333      | Hommartingen                           |                                   |
| Hommert                             | 57334      | Hommert                                |                                   |
| Honskirch                           | 57335      | Hunkirch                               |                                   |
| Hoste                               | 57337      | Oberhost                               |                                   |
| Hottviller                          | 57338      | Ottweiller, Hottweiler                 | Hottwiller                        |
| Hultehouse                          | 57339      | Hültenhausen                           |                                   |
| Hundling                            | 57340      | Hundlingen                             | Hindlinge                         |
| Hunting                             | 57341      | Hentingen, Hüntingen                   |                                   |
| Hussange                            |            | Husingen, Huzingen                     |                                   |
| Hussigny                            | 54270      | Husingen                               | Héiséng, Héisséng, Hésseng        |

### I
| Französisches Toponym | INSEE-Code | Deutsches Toponym    | Dt. Dialekt-Toponym |
| --------------------- | ---------- | -------------------- | ------------------- |
| Ibigny                | 57342      | Ibingen              |                     |
| Illange               | 57343      | Illingen             |                     |
| Imling                | 57344      | Imlingen             |                     |
| Inglange              | 57345      | Englingen, Inglingen |                     |
| Insming               | 57346      | Insmingen            |                     |
| Insviller             | 57347      | Insweiler            |                     |
| Ippling               | 57348      | Iplingen             | Iblinge             |

### J
| Französisches Toponym          | INSEE-Code | Deutsches Toponym | Dt. Dialekt-Toponym |
| ------------------------------ | ---------- | ----------------- | ------------------- |
| Jallaucourt                    | 57349      | Gellsehoffen      |                     |
| Ferme Janau (Teil von Rahling) |            | Janauerhof        |                     |
| Jouy-aux-Arches                | 57350      | Gaudach           |                     |
| Jury                           | 57351      | Giringen          |                     |
| Jussy                          | 57352      | Jussingen         |                     |
| Juvelize                       | 57353      | Geistkirch        |                     |
| Juville                        | 57354      | Juweiler          |                     |

### K
| Französisches Toponym             | INSEE-Code | Deutsches Toponym                | Dt. Dialekt-Toponym |
| --------------------------------- | ---------- | -------------------------------- | ------------------- |
| Kalhausen                         | 57355      | Kalhausen                        | Kalhuse             |
| Kanfen                            | 57356      | Kanfen                           |                     |
| Kapellenhof (Teil von Hottviller) |            | Kapellenhof                      |                     |
| Kappelkinger                      | 57357      | Kappelkinger                     |                     |
| Kédange-sur-Canner                | 57358      | Kehdingen, Kedingen              |                     |
| Kemplich                          | 57359      | Kemplich                         |                     |
| Kerbach                           | 57360      | Kerbach                          |                     |
| Kerling-lès-Sierck                | 57361      | Kerlingen                        |                     |
| Kerprich-aux-Bois                 | 57362      | Kirchberg am Wald                |                     |
| Kerprich-lès-Dieuze               | 57270      | Kerprich bei Duss                |                     |
| Kirsch-lès-Sierck                 | 57364      | Kirsch bei Sierck                |                     |
| Kirschnaumen                      | 57365      | Kirchnaumen                      |                     |
| Kirviller                         | 57366      | Kirweiler                        |                     |
| Klang                             | 57367      | Klangen                          |                     |
| Knutange                          | 57368      | Kneitingen, Knuting, Kneuttingen |                     |
| Kœking                            | 57369      | Kechingen, Keichingen            |                     |
| Kœnigsmacker                      | 57370      | Kœnigsmacher, Königsmachern      | Kineksmacher        |
| Kuntzig                           | 57372      | Küntzig, Künzig                  |                     |

### L
| Französisches Toponym                      | INSEE-Code | Deutsches Toponym                  | Dt. Dialekt-Toponym |
| ------------------------------------------ | ---------- | ---------------------------------- | ------------------- |
| La Valette (Teil von Abreschviller)        |            | Obervalette                        |                     |
| Lachambre                                  | 57373      | Kammeren, Kammern                  |                     |
| Lacroix (Teil von Saint-François-Lacroix)  |            | Kreuz                              |                     |
| Lafrimbolle                                | 57374      | Laschemborn, älter Löffelborn      |                     |
| Lagarde                                    | 57375      | Gerden                             |                     |
| Lambach                                    | 57376      | Lambach                            | Lomboch             |
| Landange                                   | 57377      | Landingen                          |                     |
| Landonvillers                              | 57378      | Landdroff, Landenweiler            |                     |
| Landremont                                 |            | Lemmersberg                        |                     |
| Landroff                                   | 57379      | Landorf                            |                     |
| Laneuveville-en-Saulnois                   | 57381      | Neuheim i. Lothr.                  |                     |
| Laneuveville-lès-Lorquin                   | 57380      | Neuendorf b. Lörchingen            |                     |
| Langatte                                   | 57382      | Land, Langd                        |                     |
| Langlach (Teil von Saint-Louis-lès-Bitche) |            | Langlach, Langbach                 |                     |
| Languimberg                                | 57383      | Langenberg                         |                     |
| Laning                                     | 57384      | Lanningen                          |                     |
| Laquenexy                                  | 57385      | Kenchen                            |                     |
| Laudrefang                                 | 57386      | Lauderfingen, Lauterfangen         |                     |
| Laumesfeld                                 | 57387      | Laumesfeld                         |                     |
| Launstroff                                 | 57388      | Launsdorf                          |                     |
| Leizelthal (Teil von Philippsbourg)        |            | Leizelthal                         |                     |
| Lelling                                    | 57389      | Lellingen                          |                     |
| Lemberg                                    | 57390      | Lemberg                            | Lembärsch           |
| Lemoncourt                                 | 57391      | Lemhofen                           |                     |
| Lemud                                      | 57392      | Mud                                |                     |
| Lengelsheim                                | 57393      | Lengelsheim                        | Lengelse            |
| Léning                                     | 57394      | Leiningen                          |                     |
| Léoviller (Teil von Varize)                |            | Lauweiler                          |                     |
| Lesse                                      | 57395      | Lesch                              |                     |
| Lessy                                      | 57396      | Lessingen                          |                     |
| Ley                                        | 57397      | Ley                                |                     |
| Leyviller                                  | 57398      | Lenweiler, Leyweiler               |                     |
| Lezey                                      | 57399      | Litzingen                          |                     |
| L’Hôpital                                  | 57336      | Spiedel, Spittel                   | Spidel              |
| Lidrequin                                  | 57400      | Linderchen                         |                     |
| Lidrezing                                  | 57401      | Liedersingen                       |                     |
| Liederschiedt                              | 57402      | Liederscheid                       | Liderschitt         |
| Liéhon                                     | 57403      | Lieheim                            |                     |
| Lieschbach (Teil von Philippsbourg)        |            | Lieschbach, Liesbach               |                     |
| Lindre-Basse                               | 57404      | Niederlinder                       |                     |
| Lindre-Haute                               | 57405      | Oberlinder                         |                     |
| Liocourt                                   | 57406      | Linhofen                           |                     |
| Lixheim                                    | 57407      | Lixheim                            |                     |
| Lixing-lès-Rouhling                        | 57408      | Lüxingen, Lixingen                 | Lixinge             |
| Lixing-lès-Saint-Avold                     | 57409      | Lixingen                           |                     |
| Logne                                      |            | Lensen, Leiserhof                  |                     |
| Lommerange                                 | 57411      | Lommeringen, Lömeringen            |                     |
| Longeville-lès-Metz                        | 57412      | Longeville bei Metz, Langenheim    |                     |
| Longeville-lès-Saint-Avold                 | 57413      | Lungenfeld, Lubeln                 | Louvelen            |
| Longlaville                                | 54321      | Longsdorf                          | Longsduerf          |
| Longwy                                     | 54323      | Langich                            | Lonkech, Lonkich    |
| Lorquin                                    | 57414      | Lœrchingen, Lörchingen             | Lëëschinge          |
| Lorry-lès-Metz                             | 57415      | Lorringen, Lorry bei Metz          |                     |
| Lorry-Mardigny                             | 57416      | Lorringen-Mardeningen              |                     |
| Lostroff                                   | 57417      | Losdorf                            |                     |
| Loudrefing                                 | 57418      | Lauterfingen                       |                     |
| Loupershouse                               | 57419      | Lupershausen, Luppershausen        | Lupperschhuse       |
| Loutremange                                | 57420      | Lautermingen                       | Lautrem             |
| Loutzviller                                | 57421      | Lutzweiler                         | Luzwiller           |
| Louvigny                                   | 57422      | Loveningen                         |                     |
| Lubécourt                                  | 57423      | Lubenhofen                         |                     |
| Lucy                                       | 57424      | Lixingen                           |                     |
| Luppy                                      | 57425      | Luppingen                          |                     |
| Luttange                                   | 57426      | Leuchtingen, Luchtingen, Lüttingen |                     |
| Lutzelbourg                                | 57427      | Lützburg, Lützelburg               |                     |

### M
| Französisches Toponym                | INSEE-Code | Deutsches Toponym                      | Dt. Dialekt-Toponym     |
| ------------------------------------ | ---------- | -------------------------------------- | ----------------------- |
| Macheren                             | 57428      | Machern                                |                         |
| Macquenom                            |            | Mackenhofen, Machenhoven               |                         |
| Magny                                | 57429      | Manningen                              |                         |
| Mailaenderberg (Teil von Meisenthal) |            | Mailänderberg                          |                         |
| Mainvillers                          | 57430      | Mayweiler, Maiweiler                   | Maiwilla                |
| Maizeroy                             | 57431      | Macherich                              |                         |
| Maizery                              | 57432      | Macheringen                            |                         |
| Maizières-lès-Metz                   | 57433      | Macheren bei Metz                      | Welschmaacher           |
| Maizières-lès-Vic                    | 57434      | Machern bei Wich                       |                         |
| Malancourt-la-Montagne               | 57435      | Malandshofen                           |                         |
| Malaucourt-sur-Seille                | 57436      | Mallhofen                              |                         |
| Malling                              | 57437      | Mällingen, Mallingen                   |                         |
| Malroy                               | 57438      | Malrich                                |                         |
| Mambach (Teil von Philippsbourg)     |            | Mambach                                |                         |
| Mancy                                |            | Menchen, Mersch                        |                         |
| Manderen                             | 57439      | Mandern                                | Mannerrn, Manneren      |
| Manhoué                              | 57440      | Manwald                                |                         |
| Manom                                | 57441      | Munhoven, Monhofen                     | Munefen                 |
| Many                                 | 57442      | Niderung, Nidrum, Niederum             |                         |
| Marange-Silvange                     | 57443      | Märingen, Maringen, Maringen-Silvingen | Märéngen-Silwéngen      |
| Marange-Zondrange                    | 57444      | Märing, Möhringen-Zondringen           |                         |
| Marienau (Teil von Forbach)          |            | Marienau                               |                         |
| Marieulles                           | 57445      | Mariellen                              |                         |
| Marimont-lès-Bénestroff              | 57446      | Morsberg                               |                         |
| Marly                                | 57447      | Marleien, Marlingen (1940)             |                         |
| Marsal                               | 57448      | Salzmar                                |                         |
| Marsilly                             | 57449      | Marzellingen                           |                         |
| Marthille                            | 57451      | Marthil                                |                         |
| La Maxe                              | 57452      | Masch                                  |                         |
| Maxstadt                             | 57453      | Maxstadt                               |                         |
| Mécleuves                            | 57454      | Mekleven                               |                         |
| Mégange                              | 57455      | Mengen                                 |                         |
| Meisenthal                           | 57456      | Meisenthal                             | Meisedal                |
| Menskirch                            | 57457      | Menskirchen                            |                         |
| Merlebach                            | 57458      | Merlenbach                             | Merleboch               |
| Merschweiller                        | 57459      | Merschweiler                           |                         |
| Merten                               | 57460      | Merten                                 |                         |
| Métairies-Saint-Quirin               | 57461      | Quirinsweiler                          |                         |
| Metschbruck (Teil von Montbronn)     |            | Metzbrück, Metschbrueck                | Metschbrikk             |
| Metting                              | 57462      | Mettingen                              |                         |
| Metz                                 | 57463      | Metz                                   | Metz                    |
| Metzange                             |            | Metzingen, Metzing                     |                         |
| Metzeresche                          | 57464      | Metzer-Esch, Metzeresch                |                         |
| Metzervisse                          | 57465      | Metzerwies, Metzerwiese                |                         |
| Metzing                              | 57466      | Metzingen                              |                         |
| Mey                                  | 57467      | Maien                                  |                         |
| Meyerhof (Teil von Petit-Réderching) |            | Meyerhof                               |                         |
| Milberg (Teil von Languimberg)       |            | Milberg                                |                         |
| Mittelbronn                          | 57468      | Mittelbronn                            |                         |
| Mittersheim                          | 57469      | Mittersheim                            | Miders, Mitters         |
| Molring                              | 57470      | Molringen                              |                         |
| Momerstroff                          | 57471      | Mommersdorff, Momesdorf                |                         |
| Moncheux                             | 57472      | Monchern                               |                         |
| Moncourt                             | 57473      | Monhofen in Lothringen                 |                         |
| Mondelange                           | 57474      | Mondelingen, Mundelingen               |                         |
| Mondorff                             | 57475      | Mondorf                                |                         |
| Monneren                             | 57476      | Monneren                               |                         |
| Mont-Saint-Martin                    | 54382      | Martinsberg                            | Mäertesbierg, Mertzbérg |
| Montbronn                            | 57477      | Mommeren/Mummeren, Mombronn            | Mummere                 |
| Montdidier                           | 57478      | Didersberg, Diedersberg                |                         |
| Montenach                            | 57479      | Montenach                              | Montlech                |
| Montigny-lès-Metz                    | 57480      | Monteningen                            |                         |
| Montois-la-Montagne                  | 57481      | Montois-la-Montagne                    |                         |
| Montoy-Flanville                     | 57482      | Montingen                              |                         |
| Morhange                             | 57483      | Moerchingen, Mörchingen                | Märchinge               |
| Morlange                             |            | Morlangen                              |                         |
| Morlange-lès-Rémelange               |            | Moerlingen                             |                         |
| Morsbach                             | 57484      | Morsbach                               |                         |
| Morville-lès-Vic                     | 57485      | Morville bei Vic, Morsheim             |                         |
| Morville-sur-Nied                    | 57486      | Morsweiler a. d. Nied                  |                         |
| Moulins-lès-Metz                     | 57487      | Mühlen bei Metz                        |                         |
| Moussey                              | 57488      | Mulsach                                |                         |
| Mouterhouse                          | 57489      | Mutterhausen                           | Mutterhuse              |
| Moyenvic                             | 57490      | Medewich                               |                         |
| Moyeuvre-Grande                      | 57491      | Grossmoyeuvre, Grossmövern             | Muoder                  |
| Moyeuvre-Petite                      | 57492      | Kleinmövern, Kleinmoyeuvre             | Muoder                  |
| Mulcey                               | 57493      | Milzingen                              |                         |
| Munster                              | 57494      | Münster                                |                         |
| Mussy-l'Évêque                       |            | Mitchen, Metchen                       |                         |

### N
| Französisches Toponym                        | INSEE-Code | Deutsches Toponym                                 | Dt. Dialekt-Toponym          |
| -------------------------------------------- | ---------- | ------------------------------------------------- | ---------------------------- |
| Narbéfontaine                                | 57495      | Memersborn, Memersbourn, Memersbrunn, Memersbronn | Memerschbronn, Memerschbrunn |
| Nébing                                       | 57496      | Nebingen                                          |                              |
| Nelling                                      | 57497      | Nellingen                                         |                              |
| Neudelange                                   |            | Noedlingen                                        |                              |
| Neudorf (Teil von Bibiche)                   |            | Neudorf                                           |                              |
| Neudorf (Teil von Soucht)                    |            | Neudorf, Neudörfel                                | Neidua(r)ff, Neidua(r)fel    |
| Neufchef                                     | 57498      | Neunhäuser                                        |                              |
| Neufgrange                                   | 57499      | Neuscheuern, Neuscheuren                          | Schire                       |
| Neufmoulins                                  | 57500      | Neumühlen                                         |                              |
| Neufvillage                                  | 57501      | Neudörfel                                         |                              |
| Neumuehle, Moulin Neuf (Teil von Meisenthal) |            | Neumühle                                          | Neimiel                      |
| Neunkirch (Teil von Hottviller)              |            | Neunkirchen                                       | Niinkeich                    |
| Neunkirchen-lès-Bouzonville                  | 57502      | Neunkirchen                                       | Nongkerchen                  |
| Neunkirch-lès-Sarreguemines                  | 57503      | Neunkirchen                                       | Niinkirch                    |
| Niderhoff                                    | 57504      | Niederhof                                         |                              |
| Niderviller                                  | 57505      | Niederweiler                                      |                              |
| Niederstinzel                                | 57506      | Niederstinzel                                     | Stinzle                      |
| Niedervisse                                  | 57507      | Niederwiese                                       |                              |
| Nilvange                                     | 57508      | Nilvingen, Nilwingen                              |                              |
| Nitting                                      | 57509      | Nitting                                           |                              |
| Noisseville                                  | 57510      | Noisseville                                       |                              |
| Norroy-le-Veneur                             | 57511      | Norringen                                         |                              |
| Nouilly                                      | 57512      | Niverlach                                         |                              |
| Nousseviller-lès-Bitche                      | 57513      | Nussweiler                                        | Nusswiller                   |
| Nousseviller-Saint-Nabor                     | 57514      | Nussweiler                                        |                              |
| Nouvel-Avricourt                             | 57042      | Deutsch-Avricourt, älter Elfringen                |                              |
| Novéant-sur-Moselle                          | 57515      | Neuburg i. Lothr.                                 |                              |

### O
| Französisches Toponym               | INSEE-Code | Deutsches Toponym     | Dt. Dialekt-Toponym |
| ----------------------------------- | ---------- | --------------------- | ------------------- |
| Oberdorff                           | 57516      | Oberdorf              |                     |
| Obergailbach                        | 57517      | Obergailbach          | Owergailbach        |
| Obermuehlthal (Teil von Baerenthal) |            | Obermühlthal          |                     |
| Oberstinzel                         | 57518      | Oberstinzel           |                     |
| Obervisse                           | 57519      | Oberwiese             |                     |
| Obreck                              | 57520      | Obreck                |                     |
| Œting                               | 57521      | Oetingen              |                     |
| Œutrange                            | 57522      | Œtringen, Oetringen   |                     |
| Ogy                                 | 57523      | Ogingen               |                     |
| Ohrenthal                           |            | Ohrenthal             |                     |
| Olsberg                             |            | Olsberg               |                     |
| Opperding                           |            | Opperdingen           |                     |
| Ommeray                             | 57524      | Ommerich              |                     |
| Oriocourt                           | 57525      | Orhofen               |                     |
| Ormersviller                        | 57526      | Ormersweiler          | Ormerschwiller      |
| Orny                                | 57527      | Ornach                |                     |
| Oron                                | 57528      | Orn                   |                     |
| Ottange                             | 57529      | Œttingen, Ottingen    |                     |
| Ottonville                          | 57530      | Ottendorff, Ottendorf |                     |
| Oudrenne                            | 57531      | Udern                 |                     |

### P
| Französisches Toponym                   | INSEE-Code | Deutsches Toponym                      | Dt. Dialekt-Toponym                 |
| --------------------------------------- | ---------- | -------------------------------------- | ----------------------------------- |
| Pagny-lès-Goin                          | 57532      | Paningen, Pagny bei Goin               |                                     |
| Pange                                   | 57533      | Spangen                                |                                     |
| Peltre                                  | 57534      | Pelter                                 |                                     |
| Pépinville                              |            | Pepinsdorf                             |                                     |
| Petit Marteau (Teil von Mouterhouse)    |            | Kleinhammer                            |                                     |
| Petit-Réderching                        | 57535      | Kleinrederchingen                      | Kläanrederschinge                   |
| Petit-Tenquin                           | 57536      | Klein-Taenchen, Kleintänchen           |                                     |
| Petite-Rosselle                         | 57537      | Kleinrosseln                           |                                     |
| La Petite Suisse (Teil von Éguelshardt) |            | Schweizerländel, Schweizerlaendel      |                                     |
| Pettoncourt                             | 57538      | Pettenhofen                            |                                     |
| Pévange                                 | 57539      | Pewingen                               |                                     |
| Phalsbourg                              | 57540      | Pfalsburg, Pfalzburg                   | Polsbuerj                           |
| Philippsbourg                           | 57541      | Philippsburg                           | Filippsburch/Filippsbueri           |
| Piblange                                | 57542      | Pieblingen                             |                                     |
| Pierre-Percée                           |            | Langstein                              |                                     |
| Pierrevillers                           | 57543      | Petersweiler, älter Steinweiler        |                                     |
| Plaine-de-Walsch                        | 57544      | Hochwalsch                             |                                     |
| Plappeville                             | 57545      | Papolsheim                             |                                     |
| Plesnois                                | 57546      | Plenach                                |                                     |
| Pommérieux                              | 57547      | Pommeringen                            |                                     |
| Pont-à-Chaussy                          |            | Kelsch                                 |                                     |
| Pont-de-Pierre (Teil von Varize)        |            | Steinbrück                             |                                     |
| Pontigny                                |            | Niedbrücken                            |                                     |
| Pontoy                                  | 57548      | Pontingen                              |                                     |
| Pontpierre                              | 57549      | Steinbiedersdorf, Biedersdorff         | Steinbider-Stroff, Stémbidaschtroff |
| Porcelette                              | 57550      | Porzelet                               |                                     |
| Postroff                                | 57551      | Postdorf                               |                                     |
| Pouilly                                 | 57552      | Pullingen                              |                                     |
| Pournoy-la-Chétive                      | 57553      | Kleinprunach                           |                                     |
| Pournoy-la-Grasse                       | 57554      | Grossprunach                           |                                     |
| Prévocourt                              | 57555      | Probsthofen                            |                                     |
| Puttelange-aux-Lacs                     | 57556      | Pitlingen, Püttlingen                  |                                     |
| Puttelange-lès-Thionville               | 57557      | Pitlingen bei Rodenmachern, Püttlingen |                                     |
| Puttigny                                | 57558      | Püttingen                              |                                     |
| Puzieux                                 | 57559      | Püschingen                             |                                     |

### R
| Französisches Toponym                  | INSEE-Code | Deutsches Toponym                             | Dt. Dialekt-Toponym               |
| -------------------------------------- | ---------- | --------------------------------------------- | --------------------------------- |
| Rabas                                  |            | Rebach                                        |                                   |
| Racrange                               | 57560      | Raekringen, Rakringen                         |                                   |
| Rahling                                | 57561      | Rahlingen                                     | Rohlinge                          |
| Ramstein (Teil von Baerenthal)         |            | Ramstein                                      |                                   |
| (Moulin de) Ramstein (Teil von Bitche) |            | Ramstein, Ramsteiner Mühle                    |                                   |
| Ranguevaux                             | 57562      | Rangwall                                      | Rankel                            |
| Raville                                | 57563      | Rollingen                                     |                                   |
| Réchicourt-le-Château                  | 57564      | Rixingen                                      |                                   |
| Rédange                                | 57565      | Redingen                                      | Däitsch-Réiden, Réidéng           |
| Réding                                 | 57566      | Rieding                                       |                                   |
| Reinange (Teil von Volstroff)          |            | Reningen                                      |                                   |
| Reinhardshof (Teil von Baerenthal)     |            | Reinhardshof                                  |                                   |
| Renange                                |            | Reiningen                                     |                                   |
| Rémelange                              |            | Remelingen                                    |                                   |
| Rémelfang                              | 57567      | Remelfangen                                   |                                   |
| Rémelfing                              | 57568      | Remelfingen                                   | Rimelfinge, Remelfinge            |
| Rémeling                               | 57569      | Reimelingen                                   |                                   |
| Rémering                               | 57570      | Reimeringen                                   |                                   |
| Rémering-lès-Puttelange                | 57571      | Remeringen                                    |                                   |
| Rémilly                                | 57572      | Remelach                                      |                                   |
| Réning                                 | 57573      | Reiningen                                     |                                   |
| Retonfey                               | 57575      | Raitenbuchen                                  |                                   |
| Rettel                                 | 57576      | Rettel                                        |                                   |
| Reyersviller                           | 57577      | Reyersweiler                                  | Reyerschwiller                    |
| Rezonville                             | 57578      | Rezonville                                    |                                   |
| Rhodes                                 | 57579      | Rodt                                          |                                   |
| Riche                                  | 57580      | Reich                                         |                                   |
| Richeling                              | 57581      | Reichlingen, Richlingen                       |                                   |
| Richemont                              | 57582      | Reichersberg                                  | Reispert, Räichper, Räichersbierg |
| Richeval                               | 57583      | Reichental                                    |                                   |
| Rimling                                | 57584      | Rimlingen                                     | Rimlinge                          |
| Ritzing                                | 57585      | Ritzingen                                     |                                   |
| Rochonvillers                          | 57586      | Rotzweiler, Ruxweiler                         | Ruxeler, Rucksler, Rucksweller    |
| Rodalbe                                | 57587      | Rodalben                                      |                                   |
| Rodemack                               | 57588      | Rodenmachern, Rodemacher, Rodemachern         | Roudemaacher, Ruedemaacher        |
| Rohrbach-lès-Bitche                    | 57589      | Rohrbach bzw. Rohrbach b. Bitsch              | Roerbach                          |
| Rolbing                                | 57590      | Rolbingen                                     | Rolwinge                          |
| Rombas                                 | 57591      | Rombach                                       | Rombéch                           |
| Romelfing                              | 57592      | Rommelfingen                                  |                                   |
| Roncourt                               | 57593      | Ronhofen                                      |                                   |
| Roppeviller                            | 57594      | Roppweiler                                    |                                   |
| Rorbach-lès-Dieuze                     | 57595      | Rohrbach                                      |                                   |
| Rosbruck                               | 57596      | Rossbrücken                                   |                                   |
| Rosselange                             | 57597      | Roslingen, Rosslingen                         |                                   |
| Rosselhof (Teil von Baerenthal)        |            | Rosselhof                                     |                                   |
| Roth (Teil von Hambach)                |            | Roth                                          |                                   |
| Rouhling                               | 57598      | Ruhlingen                                     | Rulinge                           |
| Roupeldange                            | 57599      | Ruplingen                                     |                                   |
| Roussy-le-Village                      | 57600      | Dorf-Rötgen, Dorf Ruttgen, Rüttgen            | Rettjen, Rëttgen                  |
| Rozérieulles                           | 57601      | Roseringen                                    |                                   |
| Rurange-lès-Thionville                 | 57602      | Riederchingen/Rederchen, Ruringen, Rörchingen |                                   |
| Rurange-lès-Mégange                    |            | Rörchingen                                    |                                   |
| Russange                               | 57603      | Rüssingen                                     |                                   |
| Rustroff                               | 57604      | Rüsdorf                                       | Réischtrëff, Réischtroff          |

### S
| Französisches Toponym                     | INSEE-Code | Deutsches Toponym                      | Dt. Dialekt-Toponym       |
| ----------------------------------------- | ---------- | -------------------------------------- | ------------------------- |
| Sailly                                    | 57605      | Sallach                                |                           |
| Saint-Avold                               | 57606      | Santderver, Sankt Avold                | Sändafor, Sänt Avuur      |
| Sainte-Barbe                              | 57607      | Sankt Barbara                          |                           |
| Saint-Bernard                             | 57608      | Sankt Bernhard                         | Berend                    |
| Sainte-Croix (Teil von Rhodes)            |            | Heiligkreuzhof                         |                           |
| Saint-Epvre                               | 57609      | Sankt Erffert                          |                           |
| Saint-François-Lacroix                    | 57610      | Sankt Franz                            | Frantz                    |
| Saint-Georges                             | 57611      | Sankt Georg                            |                           |
| Saint-Hubert                              | 57612      | Sankt Hubert                           |                           |
| Saint-Jean-de-Bassel                      | 57613      | Sankt Johann von Bassel                |                           |
| Saint-Jean-Kourtzerode                    | 57614      | Sankt Johann-Kurzerode                 |                           |
| Saint-Jean-Rohrbach                       | 57615      | Johannsrohrbach                        |                           |
| Saint-Julien-lès-Metz                     | 57616      | Sankt Julian                           |                           |
| Saint-Jure                                | 57617      | Sankt Jürgen                           |                           |
| Saint-Léon (Teil von Walscheid)           |            | Leonsberg                              |                           |
| Saint-Louis                               | 57618      | Heyersberg, Sankt Ludwig bei Pfalzburg |                           |
| Saint-Louis-lès-Bitche                    | 57619      | Münzthal                               | Minzdal                   |
| Saint-Médard                              | 57621      | Sankt Medard                           |                           |
| Saint-Privat-la-Montagne                  | 57622      | Sankt Privat                           |                           |
| Saint-Quirin                              | 57623      | Sankt Quirin                           |                           |
| Sainte-Anne                               |            | Sankt Anna                             |                           |
| Sainte-Marguerite (Teil von Monneren)     |            | Sankt Margareth                        |                           |
| Sainte-Suzanne (Teil von Rodalbe)         |            | Sankt Susanna                          |                           |
| Saint-Vitus (Teil von Volstroff)          |            | Sankt Veit                             |                           |
| Salonnes                                  | 57625      | Salzdorf                               |                           |
| Sancy                                     | 54491      | Senzich                                | Welsch-Senzech            |
| Sanry-lès-Vigy                            | 57626      | Sanry bei Vigy, Sanringen bei Wigingen |                           |
| Sanry-sur-Nied                            | 57627      | Sanry a. d. Nied, Sanringen a.d. Nied  |                           |
| Sarralbe                                  | 57628      | Saaralben                              | Alwe, Saaralwe            |
| Sarraltroff                               | 57629      | Saaraltdorf                            |                           |
| Sarrebourg                                | 57630      | Saarburg                               | Saarbuerj, Saarburch      |
| Sarreguemines                             | 57631      | Saargemünd                             | Saa(r)gemìnn              |
| Sarreinsberg, Mont-Royal                  | 57632      | Saareinsberg, Königsberg               | Kinnisberri, Kenichbärsch |
| Sarreinsming                              | 57633      | Saareinsmingen                         | Ääsminge                  |
| Saulnes                                   | 54493      | Sonne, Zohnen                          | Zounen, Zongen            |
| Saulny                                    | 57634      | Salnach                                |                           |
| Schalbach                                 | 57635      | Schalbach                              |                           |
| Schell (Teil von Volstroff)               |            | Schell                                 |                           |
| Schieresthal (Teil von Meisenthal)        |            | Schieresthal                           | Schieresdal               |
| Schmalenthal (Teil von Baerenthal)        |            | Schmalental                            | Schmoledal                |
| Schmittviller                             | 57636      | Schmittweiler                          | Schmittwiller             |
| Schneckenbusch                            | 57637      | Schneckenbusch                         | Schneckebesch             |
| Schœneck                                  | 57638      | Schönecken                             |                           |
| Schoenthal (Teil von Goetzenbruck)        |            | Schönthal                              | Scheendal                 |
| Schorbach                                 | 57639      | Schorbach                              | Schoerboch                |
| Schwangerbach (Teil von Reyersviller)     |            | Schwangerbach                          |                           |
| Schwerdorff                               | 57640      | Schwerdorf                             |                           |
| Schweyen                                  | 57641      | Schweyen                               | Schweije                  |
| Scy-Chazelles                             | 57642      | Sigach                                 |                           |
| Secourt                                   | 57643      | Unterhofen                             |                           |
| Seingbouse                                | 57644      | Sengbusch                              |                           |
| Semécourt                                 | 57645      | Sigmarshofen                           |                           |
| Serémange-Erzange                         | 57647      | Schremingen-Ersingen                   |                           |
| Serrouville                               | 54504      | Sorsweiler                             | Sorsweller                |
| Servigny-lès-Raville                      | 57648      | Silbernachen                           |                           |
| Servigny-lès-Sainte-Barbe                 | 57649      | Servingen bei Sankt Barbara            |                           |
| Sierck-les-Bains                          | 57650      | Bad Sierck                             |                           |
| Siersthal                                 | 57651      | Siersthal                              | Siirschel                 |
| Sillegny                                  | 57652      | Sillningen                             |                           |
| Silly-en-Saulnois                         | 57653      | Sillingen                              |                           |
| Silly-sur-Nied                            | 57654      | Sillers*                               |                           |
| Simserhof (Teil von Hottviller/Siersthal) |            | Simserhof                              |                           |
| Singling                                  |            | Singlingen                             |                           |
| Solgne                                    | 57655      | Solgen                                 |                           |
| Sorbey                                    | 57656      | Sorbach                                |                           |
| Sotzeling                                 | 57657      | Sotzeling                              |                           |
| Soucht                                    | 57658      | Sucht                                  | d'Sucht                   |
| Speckbronn (Teil von Soucht)              |            | Speckbronn                             |                           |
| Spicheren                                 | 57659      | Spichern                               |                           |
| Stiring-Wendel                            | 57660      | Stieringen-Wendel, Stieringen Wendl    | Stiringe                  |
| Stockbronn (Teil von Bitche)              |            | Stockbronn                             |                           |
| Sturzelbronn                              | 57661      | Stürzelbronn                           | Stirzelbrunn              |
| Suisse                                    | 57662      | Selsing, Sülzen                        |                           |
| Suzange                                   |            | Süsingen                               |                           |

### T
| Französisches Toponym              | INSEE-Code | Deutsches Toponym        | Dt. Dialekt-Toponym                                  |
| ---------------------------------- | ---------- | ------------------------ | ---------------------------------------------------- |
| Talange                            | 57663      | Taling, Talingen         |                                                      |
| Tarquimpol                         | 57664      | Taichenphul              |                                                      |
| Tenteling                          | 57665      | Tentelingen              |                                                      |
| Terville                           | 57666      | Terwen                   |                                                      |
| Téterchen                          | 57667      | Teterchen                |                                                      |
| Teting-sur-Nied                    | 57668      | Tetingen                 |                                                      |
| Thalhaeuseln (Teil von Baerenthal) |            | Thalhäuseln              |                                                      |
| Théding                            | 57669      | Thedingen                |                                                      |
| Thicourt                           | 57670      | Diderich, Diedersdorf    |                                                      |
| Thimonville                        | 57671      | Thimmenheim              |                                                      |
| Thionville                         | 57672      | Diedenhofen, Diedenhoven | Didden(h)uewen, Déiden(h)uewen, Diddenowen, Déinowen |
| Thonville                          | 57673      | Odersdorf                |                                                      |
| Tiercelet                          | 54525      |                          | Loër, Däitsch-Lahr                                   |
| Tincry                             | 57674      | Dinkrich                 |                                                      |
| Torcheville                        | 57675      | Dorsweiler               |                                                      |
| Tragny                             | 57676      | Tranach                  |                                                      |
| Trémery                            | 57677      | Tremerchen               |                                                      |
| Tressange                          | 57678      | Tressingen               |                                                      |
| Tritteling-Redlach                 | 57679      | Trittelingen             |                                                      |
| Troisfontaines                     | 57680      | Dreibrunnen              |                                                      |
| Tromborn                           | 57681      | Tromborn                 |                                                      |
| Turquestein-Blancrupt              | 57682      | Türkstein                |                                                      |

### U
| Französisches Toponym                | INSEE-Code | Deutsches Toponym   | Dt. Dialekt-Toponym |
| ------------------------------------ | ---------- | ------------------- | ------------------- |
| Uckange                              | 57683      | Ueckingen, Uckingen |                     |
| Untermuehlthal (Teil von Baerenthal) |            | Untermühlthal       |                     |
| Urbach (Teil von Epping)             |            | Urbach              |                     |

### V
| Französisches Toponym                   | INSEE-Code | Deutsches Toponym                               | Dt. Dialekt-Toponym                              |
| --------------------------------------- | ---------- | ----------------------------------------------- | ------------------------------------------------ |
| Vahl-Ebersing                           | 57684      | Vahl-Ebersing                                   |                                                  |
| Vahl-lès-Bénestroff                     | 57685      | Vahl                                            |                                                  |
| Vahl-lès-Faulquemont                    | 57686      | Vahlen, Wahlen                                  |                                                  |
| Val-de-Bride                            | 57270      | Genesdorf                                       |                                                  |
| Le Val-de-Guéblange                     | 57267      | Geblingen, Geblingerdahl                        |                                                  |
| Valette (Teil von Hoste)                |            | Valette                                         |                                                  |
| Vallerange                              | 57687      | Walleringen                                     |                                                  |
| Vallières-lès-Metz                      | 57688      | Wallern                                         |                                                  |
| Valmestroff                             | 57689      | Valmesdorf, Walmesdorf                          |                                                  |
| Valmont                                 | 57690      | Walmen                                          | Wallmen                                          |
| Valmunster                              | 57691      | Walmünster                                      |                                                  |
| Vannecourt                              | 57692      | Warnhofen                                       |                                                  |
| Vantoux                                 | 57693      | Wanten                                          |                                                  |
| Vany                                    | 57694      | Warningen                                       |                                                  |
| Varize                                  | 57695      | Weibelskirchen, Waibelskirchen                  | Wivers-Kirchen, Viverschkirchen                  |
| Varsberg                                | 57696      | Warsberg                                        | Warsbérich                                       |
| Vasperviller                            | 57697      | Wasperweiler                                    |                                                  |
| Vatimont                                | 57698      | Weltersburg, Wallersberg                        | Wetersbourich                                    |
| Vaudoncourt                             | 57699      | Wieblingen                                      |                                                  |
| Vaudreching                             | 57700      | Wallerchen                                      | Walaschen, Walachen                              |
| Vaux                                    | 57701      | Wals                                            |                                                  |
| Vaxy                                    | 57702      | Wastingen                                       |                                                  |
| Veckersviller                           | 57703      | Weckersweiler                                   |                                                  |
| Veckring                                | 57704      | Weckringen                                      |                                                  |
| Velving                                 | 57705      | Welwingen                                       |                                                  |
| Vergaville                              | 57706      | Wirtztorff, Wirtsdorf                           |                                                  |
| Vernéville                              | 57707      | Wernheim                                        |                                                  |
| Verny                                   | 57708      | Werningen                                       |                                                  |
| Vescheim                                | 57709      | Weschheim                                       |                                                  |
| Veymerange                              | 57710      | Weimeringen                                     |                                                  |
| Vibersviller                            | 57711      | Wiebersweiler                                   |                                                  |
| Vic-sur-Seille                          | 57712      | Wich                                            |                                                  |
| Videlange                               | -          | Wittrengen/Widrengen, Videlingen, Widelangerhof |                                                  |
| Vieille Fonderie (Teil von Mouterhouse) |            | Altschmelz                                      |                                                  |
| Vieux-Lixheim                           | 57713      | Altlixheim                                      |                                                  |
| Vigny                                   | 57715      | Wingert                                         |                                                  |
| Vigy                                    | 57716      | Wigingen                                        |                                                  |
| Viller                                  | 57717      | Weiler                                          |                                                  |
| Villers-la-Chèvre                       | 54574      |                                                 | Gäässwëller, Gäässwäller                         |
| Villers-la-Montagne                     | 54575      |                                                 | Biergweller                                      |
| Villers-Stoncourt                       | 57718      | Stondorf                                        |                                                  |
| Villers-sur-Nied                        | 57719      | Niedweiler, Villers a. d. Nied                  |                                                  |
| Villerupt                               | 54580      |                                                 | Weller                                           |
| Villing                                 | 57720      | Willingen                                       |                                                  |
| Vilsberg                                | 57721      | Wilsberg                                        |                                                  |
| Vinsberg (Teil von Volstroff)           |            | Weinsberg                                       |                                                  |
| Vintrange                               |            | Wintringen                                      |                                                  |
| Vionville                               | 57722      | Vionville                                       |                                                  |
| Virming                                 | 57723      | Wirmingen                                       |                                                  |
| Vitrange                                |            | Witringen                                       |                                                  |
| Vitry-sur-Orne                          | 57724      | Wallingen                                       |                                                  |
| Vittersbourg                            | 57725      | Wittersburg                                     |                                                  |
| Vittoncourt                             | 57726      | Wittenhofen                                     |                                                  |
| Viviers                                 | 57727      | Weiher                                          |                                                  |
| Vœlfling-lès-Bouzonville                | 57749      | Wölflingen bei Busendorf                        |                                                  |
| Voimhaut                                | 57728      | Wainwalz                                        |                                                  |
| Volkrange                               | 57729      | Wolckringen, Volkringen                         |                                                  |
| Volmerange-lès-Boulay                   | 57730      | Volmeringen, Wolmeringen                        |                                                  |
| Volmerange-les-Mines                    | 57731      | Volmeringen, Wollmeringen                       | Wuelmeréng, Wue(r)meréng, Wolmeréng Wuelmeréngen |
| Volmunster                              | 57732      | Wolmünster                                      | Wolminschter                                     |
| Volstroff                               | 57733      | Volsdorf, Wolsdorf                              |                                                  |
| Voyer                                   | 57734      | Weiher                                          |                                                  |
| Vrémy                                   | 57735      | Fremich                                         |                                                  |
| Vry                                     | 57736      | Verich                                          |                                                  |
| Vulmont                                 | 57737      | Wulberg                                         |                                                  |

### W
| Französisches Toponym           | INSEE-Code | Deutsches Toponym         | Dt. Dialekt-Toponym |
| ------------------------------- | ---------- | ------------------------- | ------------------- |
| Waldeck (Teil von Éguelshardt)  |            | Waldeck                   | Woldeck             |
| Waldhouse                       | 57738      | Waldhausen                | Walthuse, Waldhuuse |
| Waldweistroff                   | 57739      | Waldweisdorf              |                     |
| Waldwisse                       | 57740      | Waldwiese                 |                     |
| Walscheid                       | 57741      | Walscheid                 |                     |
| Walschbronn                     | 57742      | Walschbronn               | Walschbronn         |
| Waltembourg                     | 57743      | Waldenburg                |                     |
| Weidesheim                      |            | Weidesheim                |                     |
| Weiskirch (Teil von Volmunster) |            | Weißkirchen               | Wisskeich           |
| Welferding                      | 57744      | Wölferdingen              | Welferdinge         |
| Wiesviller                      | 57745      | Wiesweiler                | Wiiswiller          |
| Willerwald                      | 57746      | Willerwald                |                     |
| Wintersbourg                    | 57747      | Wintersburg               |                     |
| Wittring                        | 57748      | Wittringen                | Wittringe           |
| Wœlfling-lès-Sarreguemines      | 57750      | Wölflingen bei Bliesbrück | Welflinge           |
| Woëvre                          | -          | Waver, Wawart, Wawerwald  |                     |
| Woippy                          | 57751      | Wappingen                 | Weppech, Weppich    |
| Woustviller                     | 57752      | Wustweiler                | Wuschwiller         |
| Wuisse                          | 57753      | Wiss                      |                     |

### X
| Französisches Toponym | INSEE-Code | Deutsches Toponym | Dt. Dialekt-Toponym |
| --------------------- | ---------- | ----------------- | ------------------- |
| Xanrey                | 57754      | Schenris          |                     |
| Xocourt               | 57755      | Schollhofen       |                     |
| Xouaxange             | 57756      | Schweixingen      |                     |

### Y
| Französisches Toponym | INSEE-Code | Deutsches Toponym | Dt. Dialekt-Toponym |
| --------------------- | ---------- | ----------------- | ------------------- |
| Yutz                  | 57757      | Geits, Jeutz      | Jäiz                |

### Z
| Französisches Toponym           | INSEE-Code | Deutsches Toponym | Dt. Dialekt-Toponym |
| ------------------------------- | ---------- | ----------------- | ------------------- |
| Zarbeling                       | 57759      | Sarbelingen       |                     |
| Zellen (Teil von Petit-Tenquin) |            | Zellen            |                     |
| Zetting                         | 57760      | Settingen         | Settinge            |
| Zilling                         | 57761      | Zillingen         |                     |
| Zimming                         | 57762      | Zimmingen         |                     |
| Zommange                        | 57763      | Zemmingen         |                     |
| Zoufftgen                       | 57764      | Souftgen, Suftgen | Suuftgen, Suftge    |

## Noch einzuordnen
In die obige Liste noch einzuordnen (deutsch/französisch):
| Deutsches Toponym                       | INSEE-Code | Französisches Toponym                | Dt. Dialekt-Toponym   |
| --------------------------------------- | ---------- | ------------------------------------ | --------------------- |
| Ackerbach                               |            | Ackerbach (in der Gemeinde Hellimer) |                       |
| Edlingen, Aidlingen                     |            | Aidling                              |                       |
| Albschhofen                             |            | Albeschaux                           |                       |
| Albingen                                |            | Albing                               |                       |
| Altkirch                                |            | Altkirch                             |                       |
| Altdorf                                 |            | Altroff                              |                       |
| Arlingen                                |            | Arlange                              |                       |
| Ottweiler                               |            | Audviller                            |                       |
| Balleringen                             |            | Ballering                            |                       |
| Bambesch                                |            | Bambesch                             |                       |
| Ban-St. Johann                          |            | Ban-St-Jean                          |                       |
| Niederfillen, Nieder Fillen             |            | Basse-Vigneulles                     |                       |
| Beidersdorf                             |            | Bédestroff                           |                       |
| Befey                                   |            | Befey                                |                       |
| Beningen                                |            | Béning                               |                       |
| Berg, Berig                             |            | Bérig                                |                       |
| Besweiler                               |            | Besville                             |                       |
| Bettingen                               |            | Betting-lès-Saint-Avold              |                       |
| Bettringen                              |            | Bettring                             |                       |
| Biberkirch                              |            | Biberkirch                           |                       |
| Bisping                                 |            | Bisping                              |                       |
| Bisingen                                |            | Bizing                               |                       |
| Blancupt                                |            | Blancrupt                            |                       |
| Blettingen                              |            | Blettange                            |                       |
| Bocknang                                |            | Bocknang                             |                       |
| Boler                                   |            | Boler                                |                       |
| Gutenbrunnen                            |            | Bonne-Fontaine                       |                       |
| Burg Esch                               |            | Bourg-Esch                           |                       |
| Brichlingen, Brecklingen                |            | Brecklange                           |                       |
| Breistroff bei Oudern, Klein Breisdorf  |            | Breistroff-la-Petite                 |                       |
| Brementeile                             |            | Brementeile                          |                       |
| Bromsenhof                              |            | Bromsenhoff                          |                       |
| Buchelberg                              |            | Buchelberg                           |                       |
| Cadenbronn                              |            | Cadenbronn                           |                       |
| Schaumburg                              |            | Chambourg                            |                       |
| Cottendorf                              |            | Cottendorff                          |                       |
| Kubelott                                |            | Cubolot                              |                       |
| Dam                                     |            | Dam                                  |                       |
| Daspich                                 |            | Daspich                              |                       |
| Diderfingen, Diederfingen               |            | Diederfing                           |                       |
| Diesen                                  |            | Diesen                               |                       |
| Diefenbach                              |            | Diffenbach-lès-Puttelange            |                       |
| Dodenhofen bei Rodemachern, Dodenhofen  |            | Dodenom                              |                       |
| Ebingen                                 |            | Ebange                               |                       |
| Eberingen, Ebringen                     |            | Ebring                               |                       |
| OEdlingen, Edlingen                     |            | Edling                               |                       |
| Eigenthal                               |            | Eigenthal                            |                       |
| Ellweiler                               |            | Ellviller                            |                       |
| Iltzingen an der Kanner, Elzingen       |            | Elzing                               |                       |
| Ersingen, Erzingen                      |            | Erzange                              |                       |
| Esingen                                 |            | Esing                                |                       |
| Ewingen, Evingen                        |            | Evange                               |                       |
| Evendorf                                |            | Evendorff                            |                       |
| Faulbach                                |            | Faulbach                             |                       |
| Feriental                               |            | Feriendal                            |                       |
| Flatten                                 |            | Flatten                              |                       |
| Freudenberg                             |            | Freudenberg                          |                       |
| Gallenmühle                             |            | Gallenmuhle                          |                       |
| Gallonier                               |            | Gallonier                            |                       |
| Gandern                                 |            | Gandren                              |                       |
| Gaweisdorf                              |            | Gaweistroff                          |                       |
| Gongelfangen                            |            | Gongelfang                           |                       |
| Groß Rupelstuden                        |            | Grand Roupelstouden                  |                       |
| Soldatenthal                            |            | Grand-Soldat                         |                       |
| Gelingen                                |            | Guéling                              |                       |
| Gesslingen                              |            | Guessling                            |                       |
| Gichingen                               |            | Guiching                             |                       |
| Habsterdick                             |            | Habsterdick                          |                       |
| Hackenberg                              |            | Hackenberg                           |                       |
| Hallingen bei Pütlingen, Hallingen      |            | Halling                              |                       |
| Hasdorf                                 |            | Hastroff                             |                       |
| Oberham                                 |            | Haute-Ham                            |                       |
| Oberkontz                               |            | Haute-Kontz                          |                       |
| Ober-Rentgen, Ober Rentgen              |            | Haute-Rentgen                        |                       |
| Ober Sierck                             |            | Haute-Sierck                         | Audersërek, Audesirk  |
| Heckenransbach                          |            | Heckenransbach                       |                       |
| Hechlingen, Hecklingen                  |            | Heckling                             |                       |
| Helfling, Helflingen                    |            | Helfling                             |                       |
| Hellert                                 |            | Hellert                              |                       |
| Heimringen, Hemeringen                  |            | Hémering                             |                       |
| Hermingen                               |            | Herming                              |                       |
| Herrenwald                              |            | Herrenwald                           |                       |
| Hessingen                               |            | Hessange                             |                       |
| Hesslingen, Hesselingen                 |            | Hesseling                            |                       |
| Himlingen                               |            | Himeling                             |                       |
| Hingsingen                              |            | Hingsange                            |                       |
| Hinsingen                               |            | Hinsing                              |                       |
| Hirbach                                 |            | Hirbach                              |                       |
| Hirps                                   |            | Hirps                                |                       |
| Hoblingen                               |            | Hobling                              |                       |
| Nieder Homburg                          |            | Hombourg-Bas                         |                       |
| Homeldingen                             |            | Homeldange                           |                       |
| Niederhost                              |            | Hoste-Bas                            |                       |
| Ibrick                                  |            | Ibrick                               |                       |
| Imeldingen, Himelingen                  |            | Imeldange                            |                       |
| Immerhof                                |            | Immerhof                             |                       |
| Isingen                                 |            | Ising                                |                       |
| Itzingen                                |            | Itzing                               |                       |
| Justberg                                |            | Justemont                            |                       |
| Kalemburg                               |            | Kalembourg                           |                       |
| Kaltweiler                              |            | Kaltweiller                          |                       |
| Ketzingen                               |            | Ketzing                              |                       |
| Kirch b. Lüttingen                      |            | Kirsch-Lès-Luttange                  |                       |
| Kitzingen                               |            | Kitzing                              |                       |
| Kleintal                                |            | Kleindal                             |                       |
| Körperhof                               |            | Koerperhoff                          |                       |
| Konacker                                |            | Konacker                             |                       |
| Kraftel                                 |            | Kraftel                              |                       |
| Kreuzkopf                               |            | Kreutzkopf                           |                       |
| Kützelingen                             |            | Kutzeling                            |                       |
| Breidt                                  |            | La Breidt                            |                       |
| Hardt                                   |            | La Hardt                             |                       |
| Hub                                     |            | La Hoube                             |                       |
| Meierei                                 |            | La Marcarerie                        |                       |
| Netz                                    |            | La Netz                              |                       |
| Lallewald                               |            | Lallewald                            |                       |
| Hommartinger Posten                     |            | La-Poste-de-Hommarting               |                       |
| Læmesdorf bei Udern, Lemesdorf          |            | Lemestroff                           |                       |
| Hoffnung                                |            | L'Espérance                          |                       |
| Lettenbach                              |            | Lettenbach                           |                       |
| Lohr                                    |            | Lhor                                 |                       |
| Linsdorf                                |            | Linstroff                            |                       |
| Luchs                                   |            | Loux                                 |                       |
| Lüdelingen                              |            | Ludelange                            |                       |
| Machern                                 |            | Macker                               |                       |
| Rothhof, Rothaus                        |            | Maison Rouge                         |                       |
| Marsprich                               |            | Marspich                             |                       |
| Meisenbrück                             |            | Meisenbruck                          |                       |
| Metrich                                 |            | Métrich                              |                       |
| Metringen                               |            | Metring                              |                       |
| Molwingen                               |            | Molvange                             |                       |
| Diedersberg                             |            | Mondidier                            |                       |
| Monterchen, Minztringen                 |            | Montrequienne                        |                       |
| Morsbronn                               |            | Morsbronn                            |                       |
| Mühle                                   |            | Moulin                               |                       |
| Neumühle                                |            | Moulin Neuf                          |                       |
| Niedwellingen                           |            | Niedwelling                          |                       |
| Nolweiher                               |            | Nolweiher                            |                       |
| Nondkeil                                |            | Nondkeil                             | Non(g)käl, Non(g)keil |
| Northen                                 |            | Northen                              |                       |
| Obernaumen                              |            | Obernaumen                           |                       |
| Obrick                                  |            | Obrick                               |                       |
| Odenhofen                               |            | Odenhoven                            |                       |
| Otzweiler                               |            | Otzwiller                            |                       |
| Nieder Parett, Nieder Parth             |            | Parthe-Basse                         |                       |
| Ober Parett, Ober Parth                 |            | Parthe-Haute                         |                       |
| Klein Schemern                          |            | Petit Chemery                        |                       |
| Klein Ebersweiler                       |            | Petit-Ebersviller                    |                       |
| Klein Eich                              |            | Petit-Eich                           |                       |
| Peblingen                               |            | Plappecourt                          |                       |
| Preisch                                 |            | Preisch                              |                       |
| Rech                                    |            | Rech                                 |                       |
| Redlach                                 |            | Redlach                              |                       |
| Rehthal                                 |            | Rehthal                              |                       |
| Remeldorf                               |            | Remeldorff                           |                       |
| Rintingen                               |            | Rinting                              |                       |
| Rioringen                               |            | Riorange                             |                       |
| Risholz                                 |            | Risholtz                             |                       |
| Rodenbühl                               |            | Rodenbuhl                            |                       |
| Rodlach                                 |            | Rodlach                              |                       |
| Burg-Rötgen, Burg Ruttgen, Burg Rüttgen |            | Roussy-le-Bourg                      |                       |
| Sankt Karl                              |            | Saint-Charles                        |                       |
| Sankt Elisbeth                          |            | Sainte-Elisabeth                     |                       |
| Sankt Joseph                            |            | Saint-Joseph                         |                       |
| Sankt Michel                            |            | Saint-Michel                         |                       |
| Sankt Nikolaus im Wald                  |            | Saint-Nicolas-en-Forêt               |                       |
| Sankt Oswald                            |            | Saint-Oswald                         |                       |
| Salzbronn                               |            | Saltzbronn                           |                       |
| Sankt Louis (bei Lützelburg)            |            | Saint-Louis                          |                       |
| Saarwald                                |            | Sarrewald                            |                       |
| Schäferhof                              |            | Schaeferhof                          |                       |
| Scheuerwald                             |            | Scheuerwald                          |                       |
| Schrecklingen                           |            | Schreckling                          |                       |
| Schweix                                 |            | Schweix                              |                       |
| Semmingen                               |            | Semming                              |                       |
| Sentzig, Sentzich                       |            | Sentzich                             |                       |
| Schremingen, Seremingen                 |            | Serémange                            |                       |
| Sötrich                                 |            | Soetrich                             |                       |
| Sparsbrod                               |            | Sparsbrod                            |                       |
| Steinbach                               |            | Steinbach                            |                       |
| Steinbesch                              |            | Steinbesch                           |                       |
| Stuckingen, Stückingen                  |            | Stuckange                            |                       |
| Tensch                                  |            | Tensch                               |                       |
| Dreihäuser                              |            | Trois-Maisons                        |                       |
| Tintingen, Tüntingen                    |            | Tunting                              |                       |
| Überkinger                              |            | Uberkinger                           |                       |
| Usselskirch                             |            | Usselskirch                          |                       |
| Vallerysthal                            |            | Vallerysthal                         |                       |
| Venheck                                 |            | Venheck                              |                       |
| Weiler-Bettnach                         |            | Villers-Bettnach                     |                       |
| Weiherkirch                             |            | Weiherkirch                          |                       |
| Wenzweiler                              |            | Wentzviller                          |                       |
| Suringen, Zeringen                      |            | Zeurange                             |                       |
| Zinzingen                               |            | Zinzing                              |                       |
| Zondringen                              |            | Zondrange                            |                       |